# Comuna Aabenraa
Aabenraa (Aabenraa Kommune) este o comună din regiunea Syddanmark, Danemarca, cu o suprafață totală de 940,63 km².